# Smarso
Smarso, niedersorbisch Smaržow, ist ein zum Ortsteil Jethe gehörender bewohnter Gemeindeteil der Gemeinde Wiesengrund im Landkreis Spree-Neiße in Brandenburg. Der Ort liegt im amtlichen Siedlungsgebiet der Sorben/Wenden und war bis zum 30. Juni 1950 eine eigenständige Gemeinde.

## Lage
Smarso liegt in der Niederlausitz, rund sieben Kilometer Luftlinie südwestlich der Stadt Forst (Lausitz). Umliegende Ortschaften sind Kreuzschänke im Norden, Simmersdorf im Osten, Jocksdorf im Südosten, Gahry im Südwesten und Jethe im Nordwesten. Südlich von Smarso liegt das Jether Grenzfließ.
Smarso liegt an einem Abzweig von der Kreisstraße 7109. Die Bundesstraße 115 (Forst–Görlitz) liegt anderthalb Kilometer östlich des Ortes. Die Bundesautobahn 15 mit der Anschlussstelle Forst liegt vier Kilometer von Smarso entfernt.

## Geschichte
Erstmals wurde das Sackgassendorf Smarso im Jahr 1529 als „Schmarso“ erwähnt. Der Ortsname stammt aus der sorbischen Sprache und bedeutet „Ort, wo Morcheln wachsen“. Smarso war ein Vasallendorf der Herrschaft Forst und gehörte somit zum Gubenischen Kreis im Kurfürstentum Sachsen. Im Jahr 1806 wurde das Kurfürstentum Sachsen zum Königreich erhoben. Als Folge der auf dem Wiener Kongress beschlossenen Teilung des Königreiches Sachsen kam Smarso an das Königreich Preußen, wo es bei der Gebietsreform 1816 dem Landkreis Sorau im Regierungsbezirk Frankfurt der Provinz Brandenburg zugeordnet wurde.
Smarso gehörte seit jeher zur Kirchengemeinde Groß Schacksdorf. Um 1840 hatte der Ort 16 Wohngebäude und 90 Einwohner. 1864 hatte Smarso 104 Einwohner. Bei der Volkszählung vom 1. Dezember 1871 lebten in der Landgemeinde Smarso 101 Menschen in 18 Familien und einem Einzelhaushalt. Von den Einwohnern waren 45 männlich und 56 weiblich; 16 Einwohner waren jünger als zehn Jahre. Der überwiegende Teil der Einwohner war evangelisch-lutherischer Konfession. Im Jahr 1874 schloss sich Smarso dem Amtsbezirk Simmersdorf an. Laut Arnošt Muka waren 1884/85 von 86 Einwohnern noch 40 Sorben, was einem Anteil von 47 Prozent entspricht.
Im Oktober 1937 wurde der Ort im Zuge der Ortsnamensgermanisierungen im Deutschen Reich in Rodetal (Niederlausitz) umbenannt. Nach dem Ende des Zweiten Weltkrieges wurde diese Umbenennung wieder rückgängig gemacht. Ebenfalls 1945 wurde der Amtsbezirk Simmersdorf aufgelöst. Die Gemeinde Smarso gehörte in der Sowjetischen Besatzungszone zunächst noch zum verkleinerten Landkreis Sorau, dieser wurde zum 1. April 1946 aufgelöst und Smarso in den Landkreis Cottbus umgegliedert. Seit 1947 gehörte Smarso in der SBZ und später in der DDR zum Land Brandenburg. Am 1. Juli 1950 erfolgte die Eingemeindung von Smarso nach Jethe. Im Zuge einer Verwaltungsreform am 25. Juli 1952 wurde das Land Brandenburg wie auch der Landkreis Cottbus aufgelöst. Die Gemeinde Jethe mit dem Ortsteil Smarso wurde dem neu gebildeten Kreis Forst im Bezirk Cottbus zugeordnet.
Nach der Wiedervereinigung lag die Gemeinde Jethe mit dem Ortsteil Smarso zunächst im Landkreis Forst im Land Brandenburg, wo sie sich 1992 dem Amt Hornow/Simmersdorf anschloss. Der Landkreis Forst ging am 6. Dezember 1993 im neuen Landkreis Spree-Neiße auf. Am 31. Dezember 2001 wurde Smarso als Teil der Gemeinde Jethe mit den Gemeinden Gahry, Gosda, Mattendorf und Trebendorf zu der neuen Gemeinde Wiesengrund zusammengeschlossen. Das Amt Hornow/Simmersdorf wurde nach Unterschreitung der Mindesteinwohnerzahl für ein Amt am 5. März 2003 aufgelöst und in das Amt Döbern-Land eingegliedert.

## Bevölkerungsentwicklung
| 1875 | 86 | 1910 | 74 | 1933 | 68 | 1946 | 63 |
| 1890 | 72 | 1925 | 76 | 1939 | 66 |      |    |

## Nachweise
1. ↑  Fakten und Zahlen. In: amt-doebern-land.de. Amt Döbern-Land, abgerufen am 23. August 2020.
2. ↑  Reinhard E. Fischer: Die Ortsnamen der Länder Brandenburg und Berlin. Alter – Herkunft – Bedeutung. be.bra Wissenschaft, Berlin 2005, S. 152.
3. ↑  Topographisch-statistische Uebersicht des Regierungs-Bezirks Frankfurt a. d. O. Gustav Harnecker’s Buchhandlung, Frankfurt a. O. 1844 S. 202.
4. ↑  Topographisch-statistisches Handbuch des Regierungs-Bezirks Frankfurt a. O. Verlag von Gustav Harnecker u. Co., 1867 S. 240.
5. ↑  Königliches Statistisches Bureau: Die Gemeinden und Gutsbezirke des Preußischen Staats und ihre Bevölkerung. Teil II: Provinz Brandenburg, Berlin 1873, S. 230f., Nr. 128 (online).
6. ↑  Ernst Tschernik: Die Entwicklung der sorbischen Bevölkerung. Akademie-Verlag, Berlin 1954.
7. ↑  Historisches Gemeindeverzeichnis des Landes Brandenburg 1875 bis 2005. (PDF; 331 KB) Landkreis Spree-Neiße. Landesbetrieb für Datenverarbeitung und Statistik Land Brandenburg, Dezember 2006, abgerufen am 8. November 2017.